# McAlester
La ville américaine de McAlester est le siège du comté de Pittsburg, dans l'Oklahoma. Elle comptait 17 783 habitants en 2000. 
Elle est la ville de naissance du poète John Berryman, et de la « reine de la country » Reba McEntire,.
La ville abrite deux prisons : le centre correctionnel Jackie Brannon et le pénitencier d'État de l'Oklahoma, où se trouvent le couloir de la mort et la chambre d'exécution (en) de l'État. 

## Industrie
L’usine de munitions McAlester Army Ammunition Plant fabrique, entre autres, les M982 Excalibur.

## Source
- (en) Cet article est partiellement ou en totalité issu de l’article de Wikipédia en anglais intitulé « McAlester, Oklahoma » (voir la liste des auteurs).

1. ↑  (en) « Reba McEntire Songs, Albums, Reviews, Bio & More », sur AllMusic (consulté le 29 août 2023)
2. ↑  (en) Mandi Bierly Updated May 19 et 2006 at 12:00 PM EDT, « Stupid Questions with Reba McEntire », sur EW.com (consulté le 29 août 2023)